# Olympische Winterspiele 1928/Teilnehmer (Niederlande)
| Gelbes Symbol für Goldmedaillen mit stilisierten Olympischen Ringen | Graues Symbol für Silbermedaillen mit stilisierten Olympischen Ringen | Braundes Symbol für Bronzemedaillen mit stilisierten Olympischen Ringen |
| ------------------------------------------------------------------- | --------------------------------------------------------------------- | ----------------------------------------------------------------------- |
| —                                                                   | —                                                                     | —                                                                       |

Die Niederlande nahmen an den II. Olympischen Winterspielen 1928 in St. Moritz mit einer Delegation von 7 Athleten teil.
| Bob            | Curt van der Sandt Jacques Delprat Edwin Teixeira de Mattos Henri Dekking Hubert Menten | Fünferbob | 12  |          |
| Eisschnelllauf | Siem Heiden                                                                             | 500 m     | 27  |          |
| Eisschnelllauf | Siem Heiden                                                                             | 1500 m    | 18  |          |
| Eisschnelllauf | Siem Heiden                                                                             | 5000 m    | 11  |          |
| Eisschnelllauf | Willem Kos                                                                              | 500 m     | 33  | gestürzt |
| Eisschnelllauf | Willem Kos                                                                              | 1500 m    | dnf | gestürzt |
| Eisschnelllauf | Willem Kos                                                                              | 5000 m    | 19  |          |